# 붉은발얼가니새
붉은발얼가니새(Red-footed Booby, 학명: Sula sula)는 가다랭이잡이과 얼가니새속에 속하는 대형 바다새이다. 다자란 성체는 이름에서처럼 발이 붉은 색이지만, 깃털색은 여러 가지가 있다. 사다새목 가다랭이잡이과 얼가니새속으로 분류되는 조류이다.

## 분포
남인도양, 남대서양, 태평양에 서식한다.대한민국에서는 길잃은새 (미조)로 분류된다.

## 형태
길이는 66 - 77cm이며, 날개를 폈을 때 길이는 90 - 100cm이다. 조직은 흰색 또는 회갈색 (갈색 형) 깃털로 감싸고 있다. 전신은 흰 깃털로 덮이지만, 날개 윗면의 색이 회갈색(머리에서 몸통 윗면도 회갈색)인 개체도 있다. (중간형) 꼬리털의 색은 흰색(백색형, 중간형) 및 흑갈색(갈색형)이다. 첫 열의 풍절과 다음 열의 풍절 색은 까맣다. 얼굴에는 깃털이 없고 빨간 피부가 노출되어 있으며, 눈 주위의 피부는 푸른 기가 감도는 회색이고, 부리의 색깔은 옅은 청색 또는 청자색이며, 뒷다리 색은 빨갛다.
알은 크고, 어린 새끼는 부리색이 분홍색으로, 끝은 보라색 띠는 갈색이다. 뒷다리 색은 분홍빛 회색이다.

## 분류
세가지 아종으로 나뉜다.
- 붉은발얼가니새 (Sula sula rubripes)
- Sula sula sula　(Linnaeus, 1766) - 등

## 생태

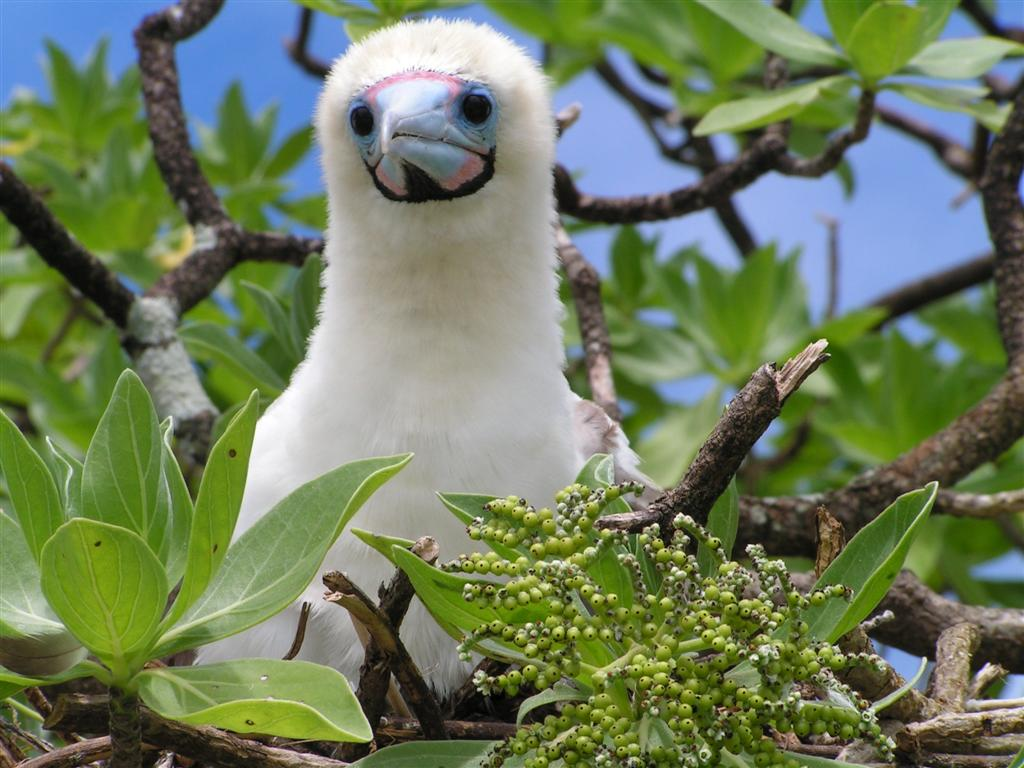
얼가니새 새끼

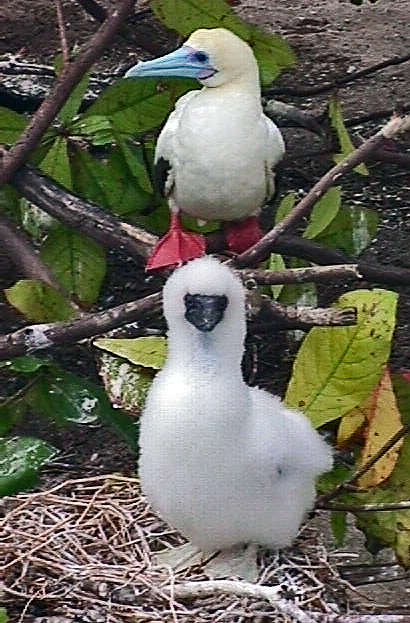
둥지에 있는 어미와 새끼새

열대의 바다에 서식한다. 20마리 이하의 무리를 형성하여 생활한다. 식성은 육식성이며, 어류, 연체동물을 먹는다. 주로 공중에서 수중에 있는 먹이를 찾다가 먹이를 발견하면 급강하하여 물에 뛰어들어 먹이를 잡는다. 해수면 부근을 뛰어넘어 날치를 잡아먹는 일도 있다.
사육 형태는 난생이며, 집단 번식지(콜로니)를 형성한다. 나무 위에 나뭇가지를 얹은 조합한 둥지를 만들어 한번에 1~ 2개 (기본 1개) 알을 낳는다. 해마다 번식을 하며, 암수 교대로 알을 품고, 알을 품는 기간은 42-46일이다. 새끼는 부화 후 100-144일만에 독립을 한다. 어린 새끼는 독립한 이후에도 몇 달 동안은 어미새로부터 먹이를 받아먹는다. 생후 2-3년이 지나면 완전 성숙하고 수명은 20년 이상이다.

## 인간과의 관계
종의 이름 중 sula는 노르웨이어로 흰색사다새를 가리키는 호칭에서 유래한다. 알을 포함하여 식용으로 하는 것도 있다. 식용 남획으로 개체수가 감소하고 있다.

## 이미지

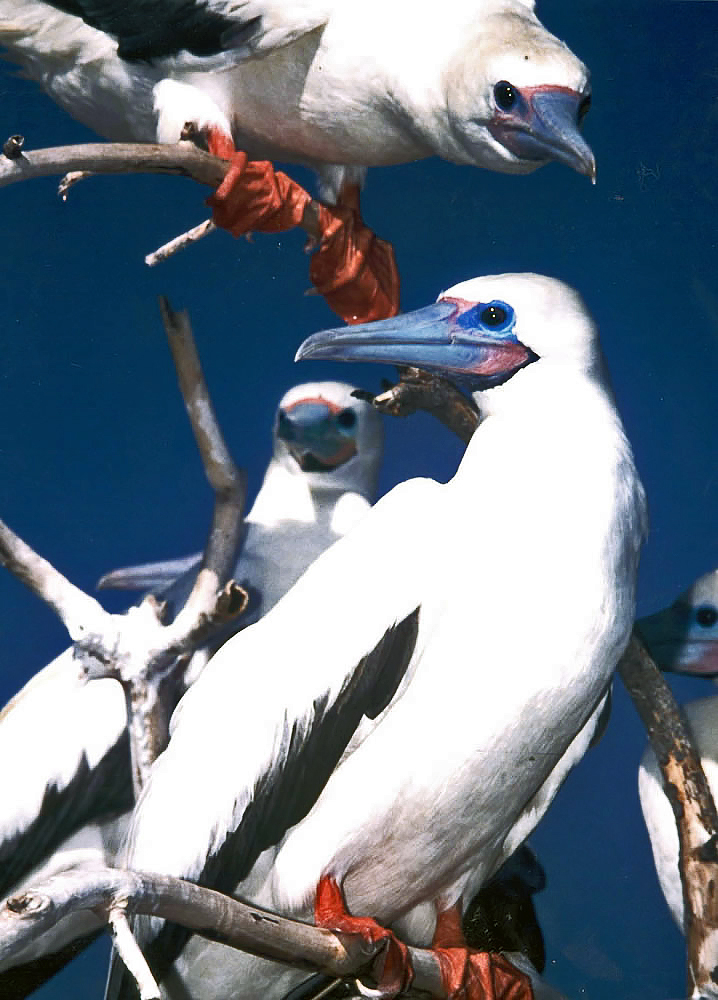
백색형
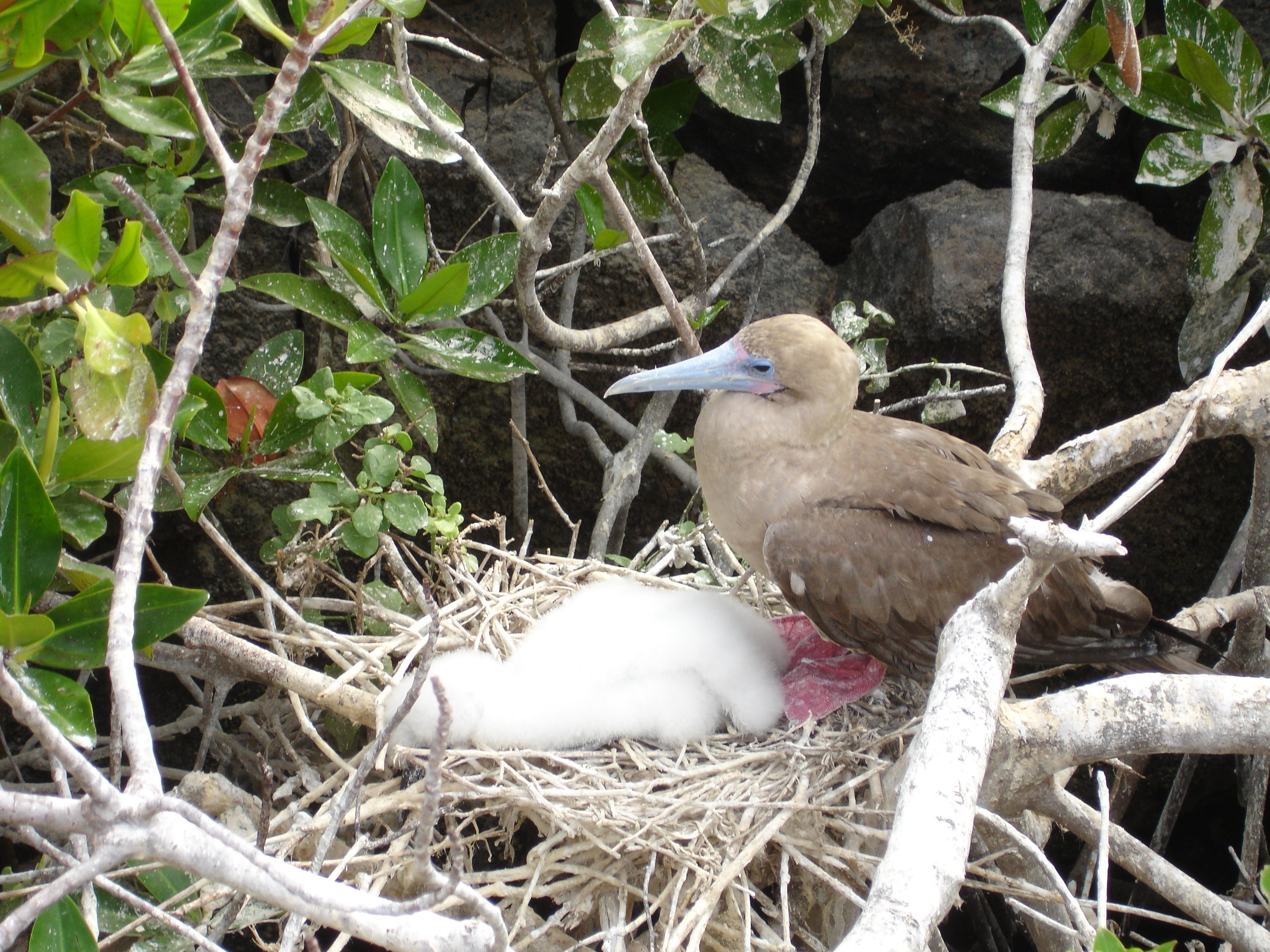
보금자리
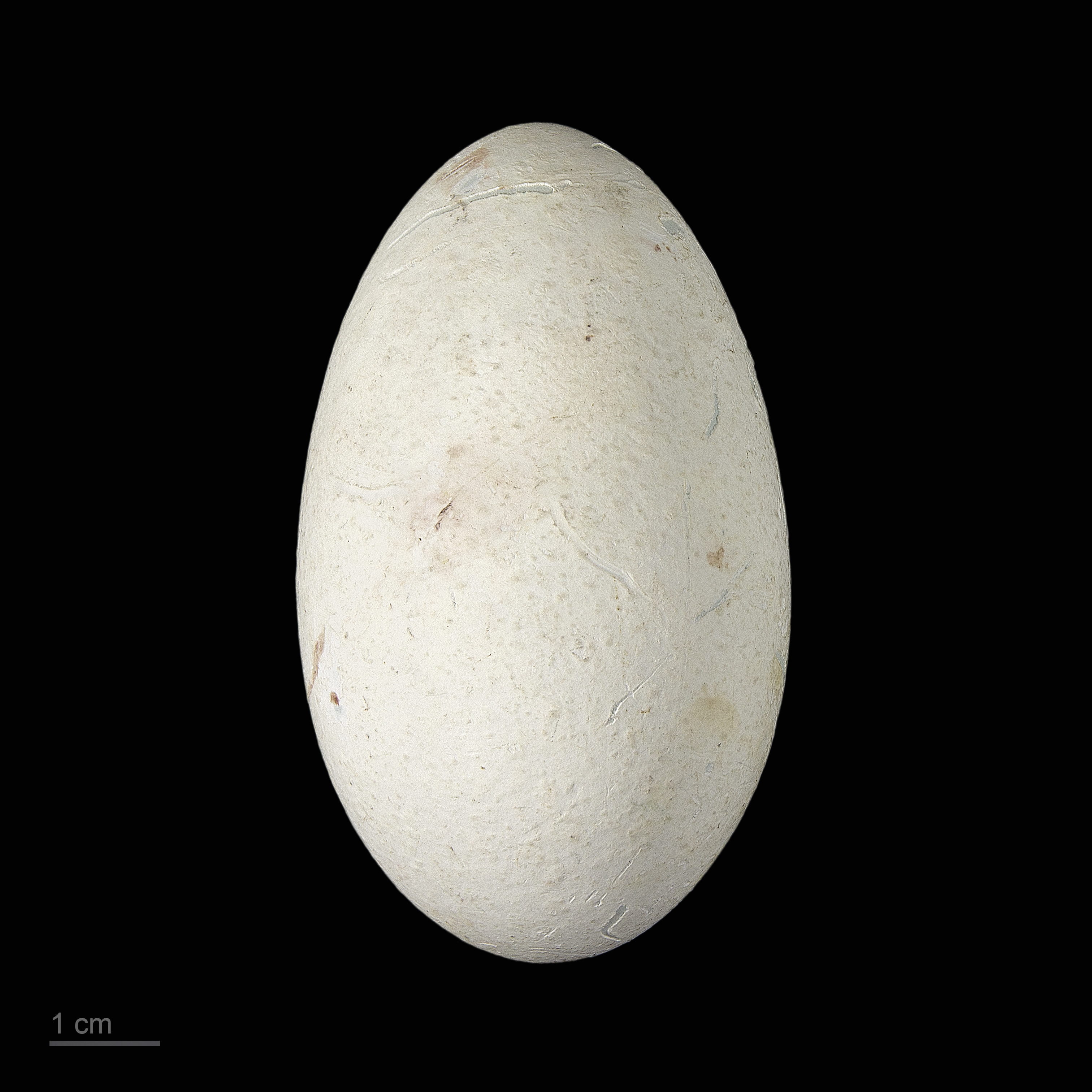
Museum specimen